# Nachtragsverteilung
Eine Nachtragsverteilung dient im Insolvenzverfahren der Verteilung der nach der Schlussverteilung noch anfallenden Insolvenzmasse.
Sie wird durch das Insolvenzgericht lt. § 203 InsO auf Antrag des Insolvenzverwalters, eines Insolvenzgläubigers oder von Amts wegen angeordnet. Dies erfolgt, wenn nach dem Schlusstermin
- zurückbehaltene Beträge für die Verteilung frei werden,
- Beträge, die aus der Insolvenzmasse gezahlt sind, zurück fließen oder
- Gegenstände der Insolvenzmasse ermittelt werden.